# Подпалый, Сергей Иванович
Серге́й Ива́нович Подпа́лый (род. 13 сентября 1963, Киев) — советский и российский футболист, выступал на позиции либеро; футбольный тренер. Мастер спорта СССР.

## Биография
Воспитанник футбольной школы киевского «Динамо».
Начинал играть на уровне КФК в командах «Вымпел» (Киев) и «Цементник» (Цементнозаводский). В 1982 году выступал на Спартакиаде народов РСФСР, после чего перешёл в кировское «Динамо». По окончании сезона проследовал за перешедшим в тюменский «Геолог» тренером Валерием Овчинниковым. В период с 1983 по 1987 год провёл за тюменскую команду более 130 матчей, выйдя из второй союзной лиги в первую. Затем играл в высшей лиге за «Зенит» и «Шахтёр», после чего вернулся в «Геолог».
В 1990-х годах играл в чемпионате России за московские «Локомотив» и «Динамо». Был первым капитаном «железнодорожников» эпохи начала подъёма клуба под руководством Юрия Сёмина, также был капитаном московского «Динамо» в последний период деятельности в клубе тренера Константина Бескова. Непродолжительное время выступал за израильский «Хапоэль» Хайфа. С лета 1996 по лето 1997 года играл в первой лиге за «Динамо» (Ставрополь), после чего вновь вернулся в Тюмень. После года в высшей лиге в составе ФК «Тюмень», по ходу сезона-1998 перешёл в возглавляемый Овчинниковым нижегородский «Локомотив», которому помог выйти в высший дивизион. Следующие два сезона играл в первом дивизионе за «Торпедо-ЗИЛ», а завершил футбольную карьеру в чемпионате Беларуси, выступая в 2001 году за «Гомель».
Провёл два матча за национальную сборную России.
Окончил Волгоградский институт физкультуры и московскую Высшую школу тренеров (2000, заочно). С сентября 2001 года по 26 июня 2004 года работал главным тренером «Гомеля», с которым завоевал золотые награды (2003) и Кубок страны (2002). Финалист Кубка Беларуси (2004).
В 2004 году — главный тренер минского «Торпедо-СКА». Входил в тренерский штаб молодёжной сборной Беларуси.
В 2005—2009 годах тренировал «Носту». В этот период команда вышла из второго дивизиона в первый, где сначала выступила успешнее других новичков (2007), а затем вошла в первую пятёрку (2008). В декабре 2007 года главный тренер «Носты» Подпалый и генеральный директор клуба Андрей Канчельскис посетили Италию по личному приглашению главного тренера клуба «Ювентус» Клаудио Раньери, под руководством которого Канчельскис когда-то играл за «Фиорентину». 2 июня 2009 года, после домашнего поражения со счётом 1:3 от хабаровского клуба «СКА-Энергия», Подпалый был отправлен руководством «Носты» в отставку.
С июля 2009 года был тренером-консультантом в ФК «Тюмень», в сезоне-2010 — главным тренером команды. 12 декабря 2010 года в Москве окончил 240-часовое обучение в ВШТ на тренерских курсах и получил лицензию Pro.
С января 2011 года до середины мая 2012 года был главным тренером латвийского «Вентспилса». В 2011 году «Вентспилс» стал чемпионом Латвии и обладателем Кубка Латвии.
1 января 2013 года официально стал исполнительным директором белгородского «Салюта», в период с 24 августа 2013 по 26 февраля 2014 года — главный тренер «Салюта» (в феврале команда снялась с Первенства ФНЛ).
1 июля 2020 года был назначен исполняющим обязанности главного тренера тульского «Арсенала» в связи с отставкой Игоря Черевченко, последовавшей после матча 25-го тура РПЛ с грозненским «Ахматом» (1:3). 30 июля утверждён в должности. 2 ноября 2020 года покинул пост главного тренера «Арсенала».
В сезоне-2021/22 тренировал команду второго дивизиона «Арсенал-2», в конце октября 2021 года покинул пост главного тренера, сохранив работу в структуре тульского клуба.

## Достижения

### В качестве игрока
Чемпионат СССР / Чемпионат России
- Бронзовый призёр: 1994

Кубок СССР / Кубок России
- Обладатель: 1994/95

Вторая лига СССР
- Чемпион: 1986
- Призёр: 1984

Чемпионат РСФСР
- Чемпион: 1986

Кубок РСФСР
- Обладатель: 1984
- Финалист (2): 1983, 1985

### В качестве тренера
Чемпионат Беларуси
- Чемпион: 2003

Кубок Беларуси
- Обладатель: 2001/02
- Финалист: 2003/04

Чемпионат Латвии
- Чемпион: 2011

Кубок Латвии
- Обладатель: 2010/11

Второй дивизион ПФЛ
- Победитель зоны «Урал—Поволжье»: 2006